# Capparimyia spatulata
Capparimyia spatulata är en tvåvingeart som beskrevs av De Meyer och Amnon Freidberg 2005. Capparimyia spatulata ingår i släktet Capparimyia och familjen borrflugor.
Artens utbredningsområde är Etiopien. Inga underarter finns listade.